# Drake (rivière)
Pour les articles homonymes, voir Drake.
La rivière Drake  (anglais : Drake River) est un cours d'eau de l’île du Sud de la Nouvelle-Zélande. Elle est située dans le sud du district du Westland dans la région de la West Coast et s’écoule entièrement dans les limites du parc national du Mont Aspiring. 

## Géographie
La rivière suit un cours vers le sud sur 7 kilomètres avant de tourner au nord-est pour s’écouler à nouveau sur 5 kilomètres avant d’atteindre la rivière Waiatoto.
Les affluents de la rivière ont probablement été découverts et dénommés par Mueller en 1885.
Il y a un potentiel pour l’installation d’un générateur hydro-électrique de 30 MW à la jonction de la rivière Drake et de la rivière Waiatoto.